# Charles Brommesson
Fritz Johan Charles Brommesson, född 12 augusti 1903 i Helsingborg, död 1 september 1978 i Helsingborg, var en svensk fotbollsspelare (högerytter) som blev olympisk bronsmedaljör i Paris 1924 där han deltog i Sveriges tre första matcher i turneringen.
På sina sammanlagt 86 allsvenska matcher gjorde Brommesson 68 mål för sitt Hälsingborgs IF där han vann allsvenska seriesegrar 1929 och 1930. 
För Sverige gjorde Brommesson åren 1923-30 sammanlagt 12 landskamper på vilka han gjorde 4 mål.

## Meriter

### I klubblag
Hälsingborgs IF
- Allsvensk seriesegrare (2): 1929, 1930

### I landslag
Sverige
- OS 1924: Brons

### Individuellt
- Mottagare av Stora grabbars märke, 1928

### Webbsidor
- Profil på sports-reference.com
- Svenska medaljörer - Sveriges Olympiska Kommitté